# Toreno
Toreno ist eine Gemeinde mit 2.855 Einwohnern (Stand: 2024) im nordwestlichen Zentral-Spanien in der Provinz León in der Autonomen Gemeinschaft Kastilien-León. Die Gemeinde besteht neben dem Hauptort Toreno aus den Ortschaften Librán, Pardamaza, Pradilla, San Pedro Mallo mit Matarrosa del Sil, San Pedro Mallo und Santa Leocadia, Santa Marina del Sil, Tombrio de Abajo, Tombrio de Arriba, Valdelaloba und  Villar de las Traviesa. 

## Geografie
Toreno liegt etwa 78 Kilometer westnordwestlich von León in einer Höhe von ca. 660 m am Río Sil. 

## Bevölkerungsentwicklung
| Jahr        | 1900 | 1950 | 1970 | 1981 | 1991 | 2001 | 2011 | 2021 |
| ----------- | ---- | ---- | ---- | ---- | ---- | ---- | ---- | ---- |
| Einwohner   | 2810 | 4151 | 6061 | 5287 | 5184 | 4214 | 3691 | 3017 |
| Quelle: INE |      |      |      |      |      |      |      |      |

## Wirtschaft
Toreno war bis in die 1920er Jahre eine kleine Gemeinde von Subsistenzbauern, als der Kohleabbau aufgrund des Vorhandenseins von reiner Anthrazitkohle im Boden begann. Als Bergbaugemeinde florierte die Gemeinde im 20. Jahrhundert. Die Gemeinde ist Teil der Weinregion El Bierzo.

## Sehenswürdigkeiten
- Johannes-der-Täufer-Kirche
- Rochuskapelle

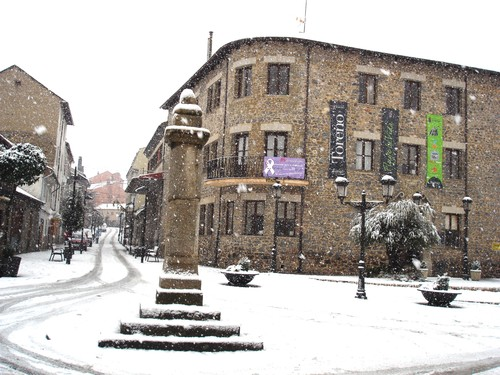
Rathaus mit der Picota